# 法國21歲以下國家足球隊
法國21歲以下國家足球隊（法語：Équipe de France espoirs de football）是由法國足球總會組織的法國21歲以下的足球代表隊，法國U21参加每两年舉辦一次的歐洲U-21足球錦標賽。

## 歐青盃歷屆成績
| 年度   | 主辦國              | 冠軍     | 成績                     |
| ------ | ------------------- | -------- | ------------------------ |
| 1978年 | 主客制              | 南斯拉夫 | 外圍賽出局               |
| 1980年 | 主客制              | 蘇聯     | 外圍賽出局               |
| 1982年 | 主客制              | 英格蘭   | 四分之一決賽時出局（1）  |
| 1984年 | 主客制              | 英格蘭   | 四分之一決賽時出局（2）  |
| 1986年 | 主客制              | 西班牙   | 四分之一決賽時出局（3）  |
| 1988年 | 主客制              | 法國     | 冠軍（4）                |
| 1990年 | 主客制              | 蘇聯     | 外圍賽出局               |
| 1992年 | 主客制              | 義大利   | 外圍賽出局               |
| 1994年 | 法國                | 義大利   | 半決賽出局（5）          |
| 1996年 | 西班牙              | 義大利   | 半決賽出局（6）          |
| 1998年 | 羅馬尼亞            | 西班牙   | 外圍賽出局               |
| 2000年 | 斯洛伐克            | 義大利   | 外圍賽出局               |
| 2002年 | 瑞士                | 捷克     | 亞軍（7）                |
| 2004年 | 德国                | 義大利   | 外圍賽出局               |
| 2006年 | 葡萄牙              | 荷蘭     | 半決賽出局（8）          |
| 2007年 | 荷蘭                | 荷蘭     | 外圍賽出局               |
| 2009年 | 瑞典                | 德國     | 外圍賽出局               |
| 2011年 | 丹麦                | 西班牙   | 外圍賽出局               |
| 2013年 | 以色列              | 西班牙   | 外圍賽出局               |
| 2015年 | 捷克                | 瑞典     | 外圍賽出局               |
| 2017年 | 波蘭                | 德國     | 外圍賽出局               |
| 2019年 | 義大利 · 圣马力诺   | 西班牙   | 半決賽出局（9）          |
| 2021年 | 匈牙利 · 斯洛維尼亞 | 德國     | 四分之一決賽時出局（10） |
| 2023年 | 羅馬尼亞 ·          | 英格蘭   | 四分之一決賽時出局（11） |
| 2025年 | 斯洛伐克            | 英格蘭   | 半決賽出局（12）         |

## 外部連結
- 歐洲足協U21網站 （页面存档备份，存于）
- RSSSF：歐青盃全紀錄 （页面存档备份，存于）